# Syzygium salicifolium
Syzygium salicifolium är en myrtenväxtart som först beskrevs av Robert Wight, och fick sitt nu gällande namn av John Graham. Syzygium salicifolium ingår i släktet Syzygium och familjen myrtenväxter. Inga underarter finns listade i Catalogue of Life.

## Bildgalleri

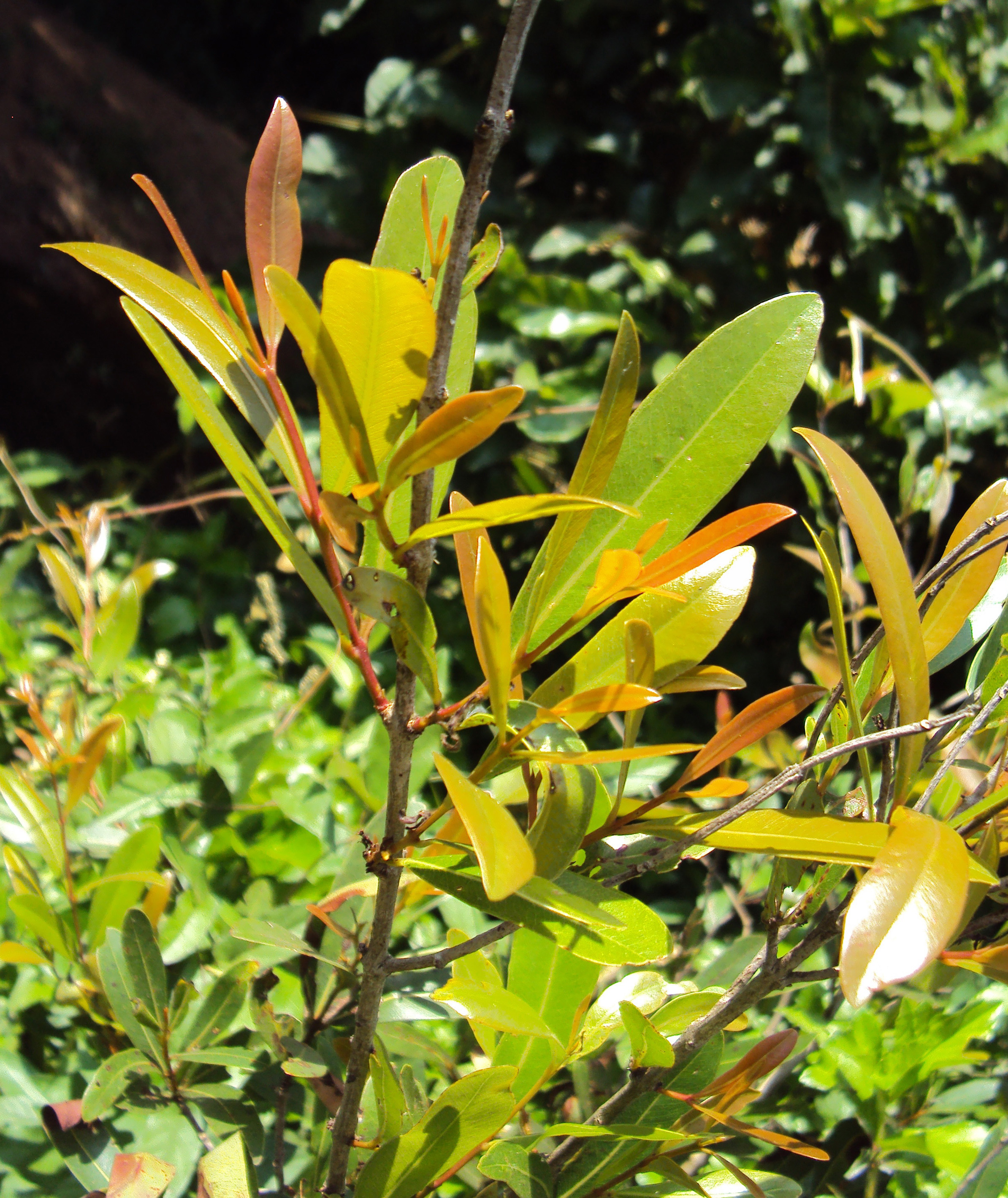
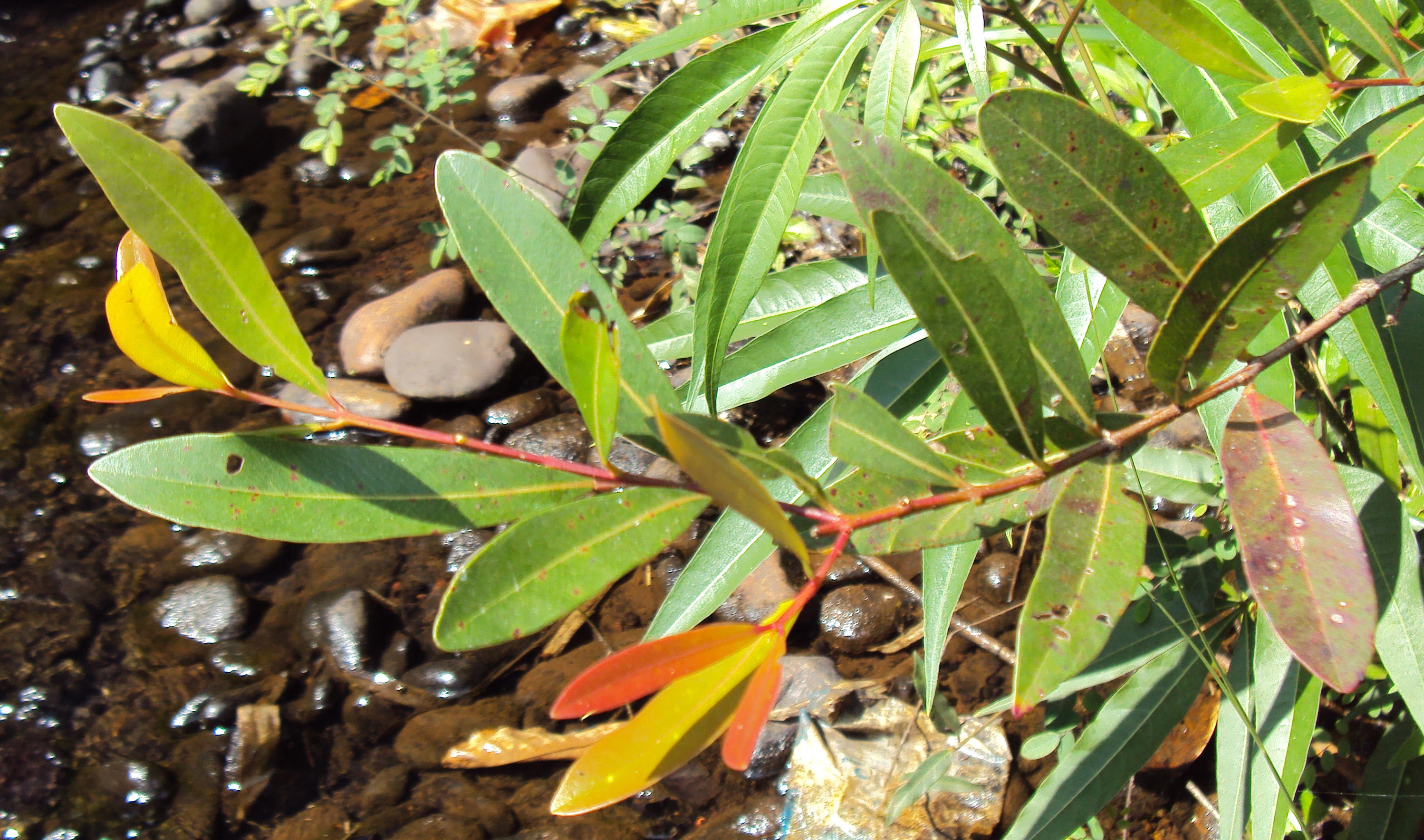
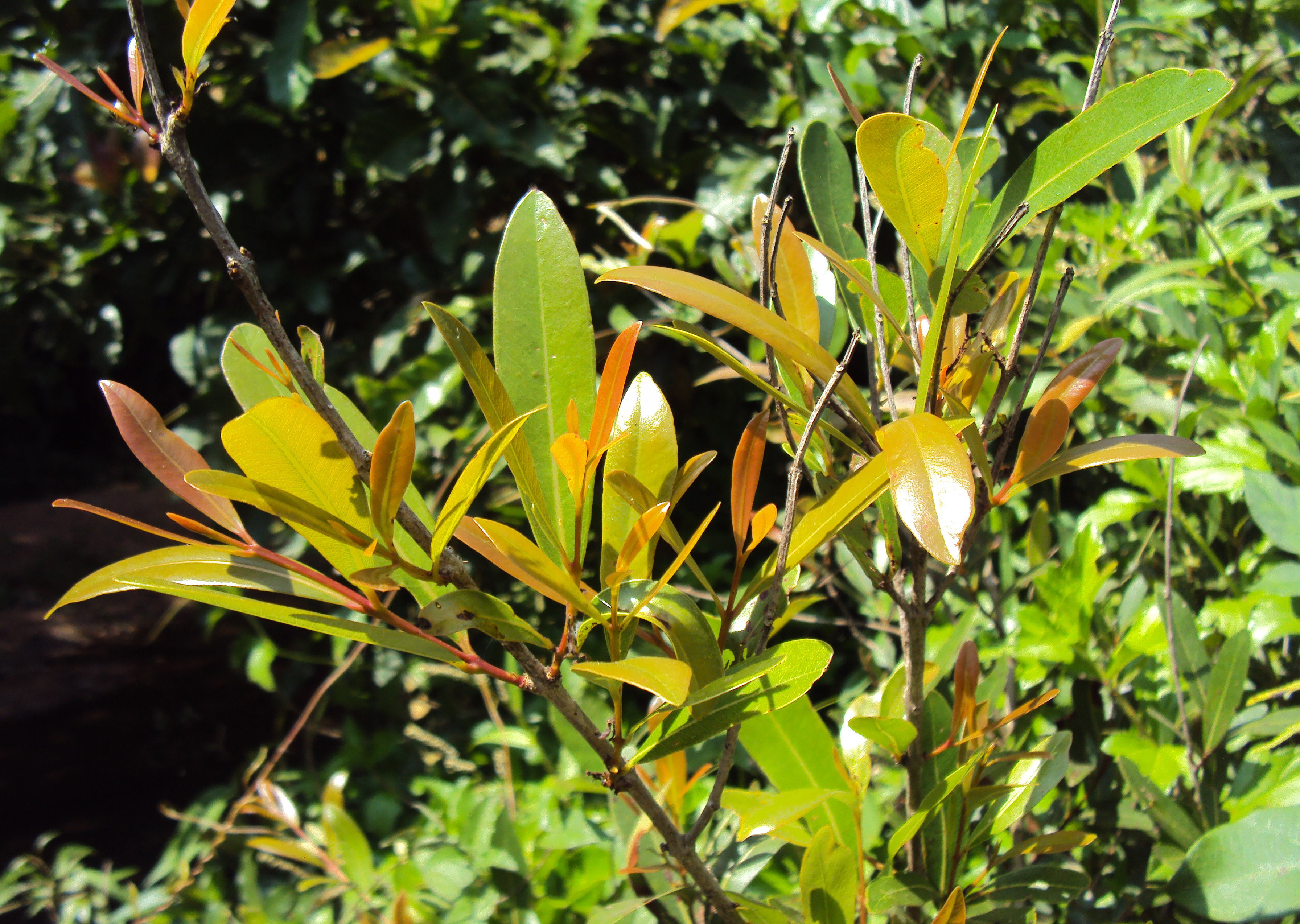
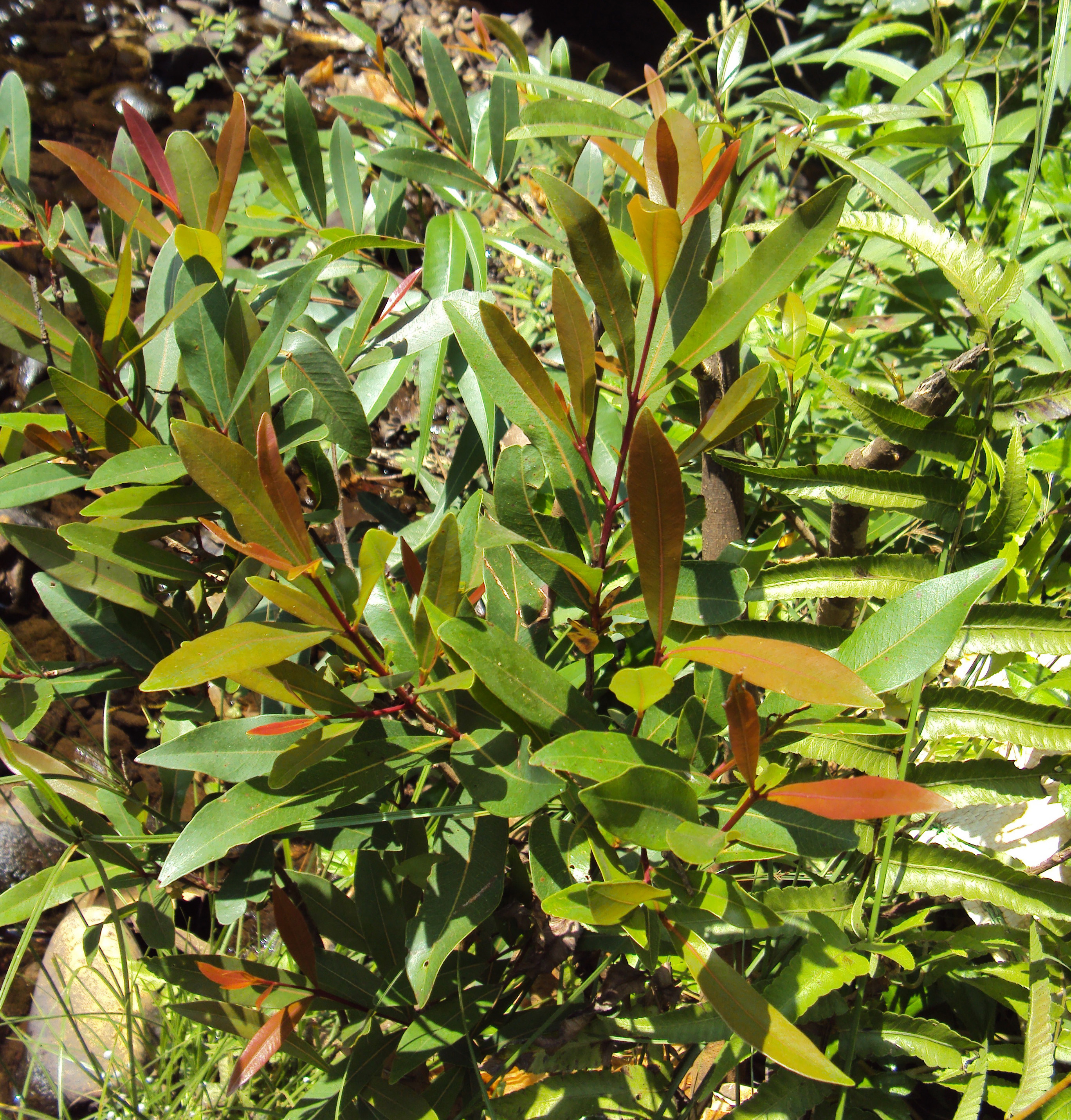